# 盎格魯大公主義
盎格魯大公主義（英語：Anglo-Catholicism）或譯安立甘大公主義，有時又被不甚準確地譯為「盎格魯天主教」，是聖公宗高派中尤其重視天主教會傳統的一個派別。一部分盎格魯大公主義者甚至承認教宗的權威，主張與天主教會完全共融（即「聖公宗教宗主義」）。卡洛林神學家早在17世紀就出現一些類似盎格魯大公主義的思想。後來，盎格魯大公主義思想在19世紀初主張在聖公宗內恢復天主教會傳統的牛津運動中正式誕生。
雖然有時人們會將聖公宗高派與盎格魯大公主義，以及聖公宗低派與福音派聖公宗混為一談，但正如聖公宗中的低派教會並非都奉行福音派聖公宗神學，並不是所有聖公宗的高派教會都接受盎格魯大公主義。一些聖公宗高派教會在天主教會傳統的繼承問題上會採取比大公主義更加折衷的做法。

## 歷史

### 背景
在英格蘭國王亨利八世使英格蘭教會脫離羅馬教廷控制以後一段時間，脫離羅馬的英格蘭國教會（即後來聖公宗的母體）在一段時間內在宗教改革問題上採用了相對保守的立場，在早期的教會文件《十條信綱》、《六條信綱》並未否定煉獄、真實臨在說、聖徒敬禮、為亡者祈禱，以及告解等天主教會核心教義。
到亨利八世之子愛德華六世統治期間，愛德華六世推翻傾向天主教會傳統的《六條信綱》，使英國國教會進一步向新教的主張偏移。此後，瑪麗一世在位期間，因瑪麗一世是天主教徒，英國教會重新恢復為天主教會的一部分，但到伊麗莎白一世時期，伊麗莎白一世重新確立英國教會獨立於羅馬教廷的規定，使羅馬教廷將伊麗莎白一世絕罰。不久後，融入許多喀爾文主義改革神學的《三十九條信綱》出爐，奠定了今日聖公宗神學的基礎。但《三十九條信綱》依然是一份相對溫和保守的宣言，在許多問題上都在歐陸宗教改革者與天主教會之間的折衷立場。聖公宗也沒有建立長老制或會眾制一般的教會結構，而是依然維持傳承自天主教會的主教制。
17世紀，英國出現了一批卡洛林神學家。他們反對歐陸馬丁·路德、喀爾文，以及英國本土的清教徒的理念，主張使徒統緒（宗徒傳承）、強調聖禮的重要性以及儀式、教堂裝飾的美學。卡洛林神學家的思想可謂盎格魯大公主義的濫觴，19世紀的盎格魯大公主義者不少主張都基於卡洛林神學家的論述。

### 牛津運動
至19世紀初，英國的聖公宗出現了禮儀不規範、信眾熱情下降的問題。有感於此，當時在牛津大學任駐校牧師的約翰·基布爾發起一場牛津運動（因該運動的中心在牛津，故名），希望藉此復興教會。牛津運動主張聖公宗並非一個傳統意義上的新教教會，而是直接與歷史上的大公教會薪火相傳，與天主教會、東正教會，以及北歐實行主教制的信義宗教會具有相似的地位。牛津運動的一派比起該運動的其他派別更重視天主教會傳統，成為今日盎格魯大公主義起源。然而，牛津運動不久後就受到了聖公宗內福音主義的教士的挑戰，而且最後福音主義派的教士佔了上風，使一部分盎格魯大公主義者脫離英國國教會加入天主教會，但大部分盎格魯大公主義者依然留在聖公宗英格蘭教會內。

### 現狀
目前，盎格魯大公主義可分為三派。一派神學上較為保守的盎格魯大公主義者主張完全接納天主教的神學、反對按立女聖職者等做法。20世紀末以後，一部分聖公宗中屬大公主義的牧師因不贊同與聖公宗主流按立女聖職者等做法脫離，以個別教長管轄區的方式帶領信眾直接加入天主教會。他們也獲教宗特赦，即使已婚依然獲認可為天主教司鐸。而另一派較為擁護自由主義神學的盎格魯大公主義者則被稱為「自由派盎格魯大公主義」者，較知名的組織包括AffCath（Affirming Catholicism）與大公主義牧者協會等。另一派盎格魯大公主義者思想傾向激進正統主義，既批評保守派，也批評自由派，反對天主教會中盛行的托馬斯主義與新經院派哲學，主張恢復「基督信仰的本源」。
英國工黨籍前首相貝理雅曾是一名盎格魯大公主義者。他在卸任後獲天主教會接納，改宗天主教會。

## 神學
盎格魯大公主義高度重視教會傳統禮儀，主張他們的宗教實踐是教會分裂前的傳統與卡洛林神學的有機結合，使教會達到了聖而公（catholicity and apostolicity）的境界。在有關聖餐禮問題上，盎格魯大公主義與天主教會一致，相信聖體的真實臨在說、有聖體崇拜，且聖餐（聖體）必須使用無酵餅。此外，有別其他派別的聖公宗採取較曖昧態度，盎格魯大公主義較重視告解與傅油。因《三十九條信綱》對聖母敬禮問題避而不談，一些（但並非所有）盎格魯大公主義者也支持信眾聖母敬禮。此外，盎格魯大公主義也主張聖公宗保持了傳承自坎特伯雷大主教的使徒統緒。
部分盎格魯大公主義認為他們的禮儀內在是福音主義的，而形式上則是與天主教會傳統高度一致。一些盎格魯大公主義者贊同。許多盎格魯大公主義者都對16世紀坎特伯雷大主教馬修·帕克的主張「很久以前開始，英格蘭教會就用另一種異於天主教會的方式實踐基督教教父們的理念」表示認同。
除少数教宗主义者外，多数盎格魯大公主義者并不承认教宗的权威。

## 圖集

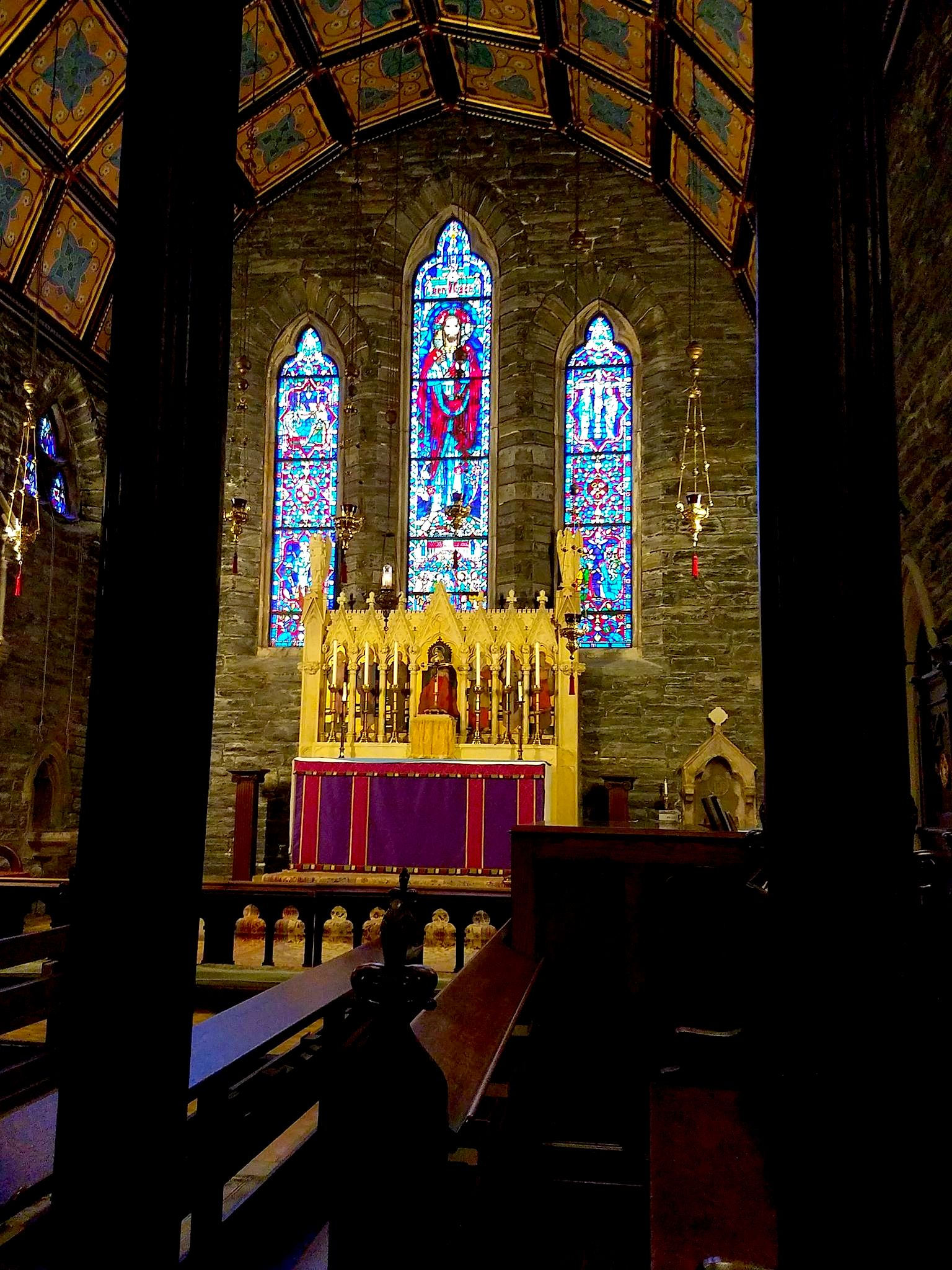
美國賓州一間奉行盎格魯大公主義的聖公宗教堂，可見佈局與天主教會非常相似、十字架上亦有耶穌苦相
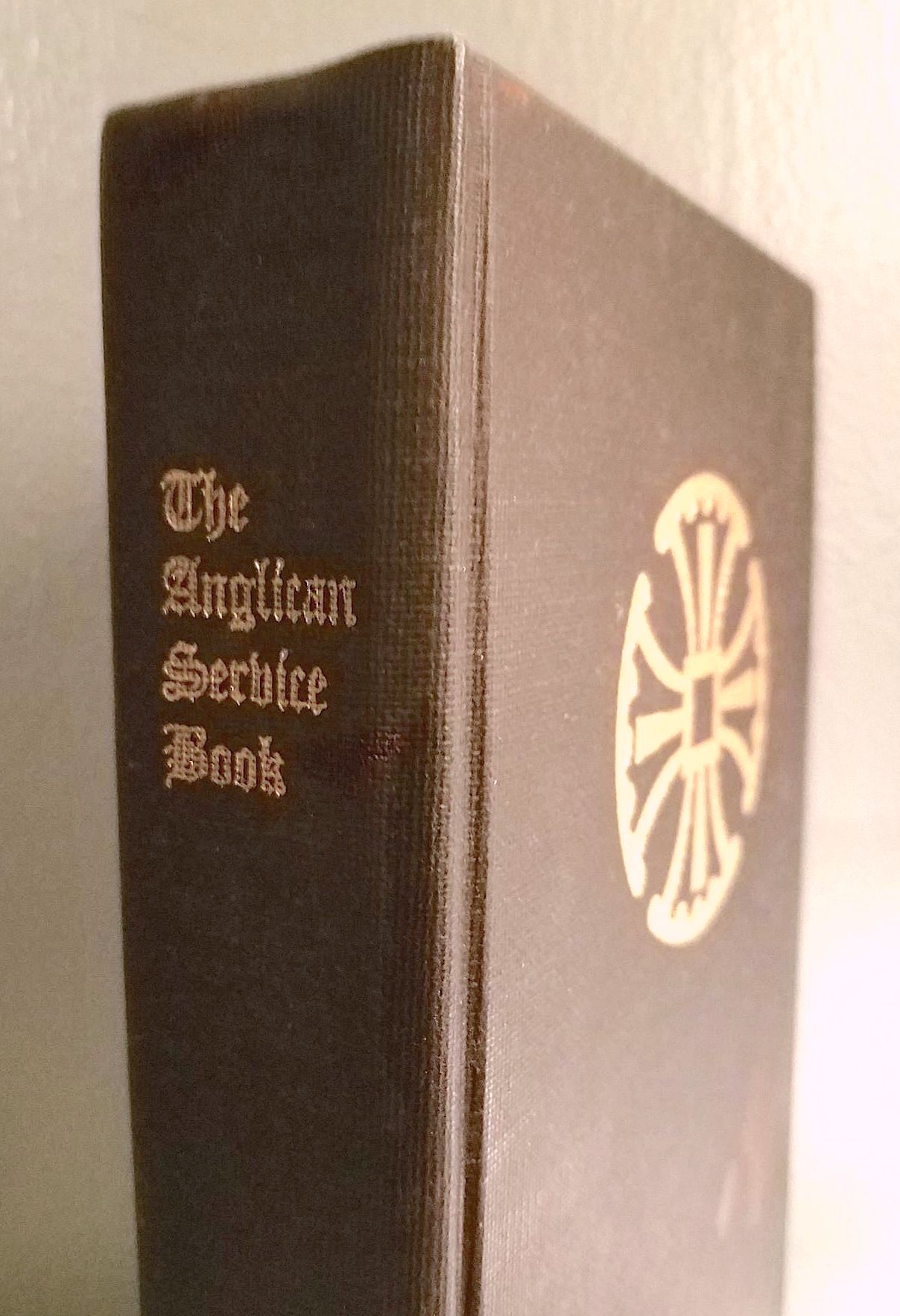
《聖公會禮文》（Anglican Service Book），盎格魯大公主義的重要禮儀指導書之一
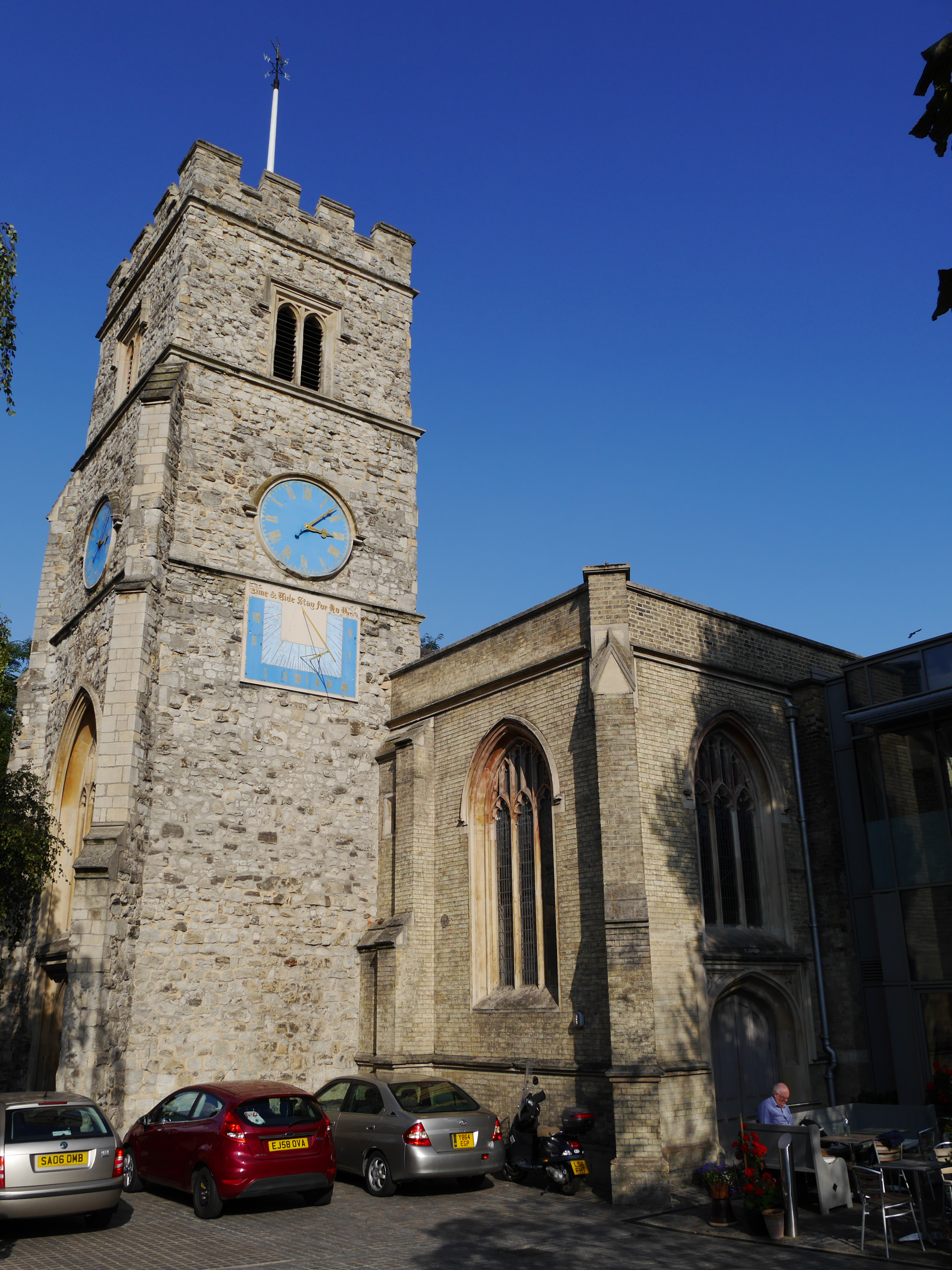
普特尼聖瑪麗教堂，一間奉行自由派盎格魯大公主義的教堂